# Le Corps d'Henri IV exposé au Louvre
Le Corps d'Henri IV exposé au Louvre est un tableau peint par Alexandre Hesse en 1837.

## Description
Le roi est étendu sur un lit. Autour de lui se trouvent les ducs d'Epernon, Montbazon de Lavardin, de Caumont et de Liancourt.

## Historique
En 2014, il est prêté au musée des beaux-arts de Lyon dans le cadre de l'exposition L'invention du Passé. Histoires de cœur et d'épée 1802-1850.